# Paardenbaai
Paardenbaai ligt aan de zuidkust van het eiland Aruba, bij de hoofdstad Oranjestad. De baai is ongeveer 2 km lang en 600 m breed en wordt gedeeltelijk afgesloten door koraalriffen en de rifeilanden van Oranjestad, die op circa 240 m uit de kust liggen.
De naam van de baai ontstond in de tijd van de West-Indische Compagnie, toen hier paarden uit Venezuela verscheept werden naar de regio. De zachtoplopende bodem van de baai vergemakkelijkte het laden en lossen van de dieren. Paardenbaai werd na Commandeursbaai te Savaneta de tweede baai op Aruba, die toegankelijk was voor schepen en handel. Vanaf 2016 is het vrachtvervoer per containerschip verplaatst naar de haven van Barcadera.
De baai heeft van oudsher twee toegangen. De ingang tegenover het bestuurskantoor biedt ligplaats voor kleine scheepjes, o.a. fruitbarkjes en jachtschepen. Aan de westpassage van de baai bevinden zich de aanlegplaatsen voor de grotere cruiseschepen.
In de baai mondt uit de Rooi Lagoen, bekend als Lagoen. Door aanslibbing en verzanding, onder meer na zware regenval, is de baai meermalen uitgebaggerd. In de twintigerjaren van de 20ste eeuw werd de baggerspecie gebruikt voor het dempen van een groot stuk van de baai; op deze landwinning bevinden zich het Koningin Wilhelminapark en het Renaissance Marketplace complex, bevattende winkels, horeca, een bioscoop, een congrescentrum, een hotel, een casino en een jachthaven.
Over de jaren wordt de haven uitgebreid en uitgebaggerd. Hiermee ligt de haven nu gedeeltelijk in Taratata. In 1928 opende Arend Petroleum Maatschappij, een dochteronderneming van Royal Dutch Shell, een olieraffinaderij nabij de haven. Een kade aan de Taratata werd gebruikt voor de raffinaderij, maar bleek te klein te zijn, daarom werd er een 420 meter lange pier gebouwd nabij Druif Beach. Om de voorzieningen met elkaar te verbinden, werd een acht (8) kilometer spoorlijn aangelegd. In 1953 werd Paardenbaai opnieuw uitgebreid met twee grote bassins en werd het Taratata-terrein volledig in gebruik genomen. De raffinaderij sloot in 1958. In 1974 werd de pier afgebroken en vervangen met een groot strand, Eagle Beach. De spoorlijn was eerder afgebroken in 1960.
In het zuidelijke deel van Paardenbaai ligt het strand Surfside Beach. De baai wordt daar begrensd door het Bucutirif en het Renaissance Island.

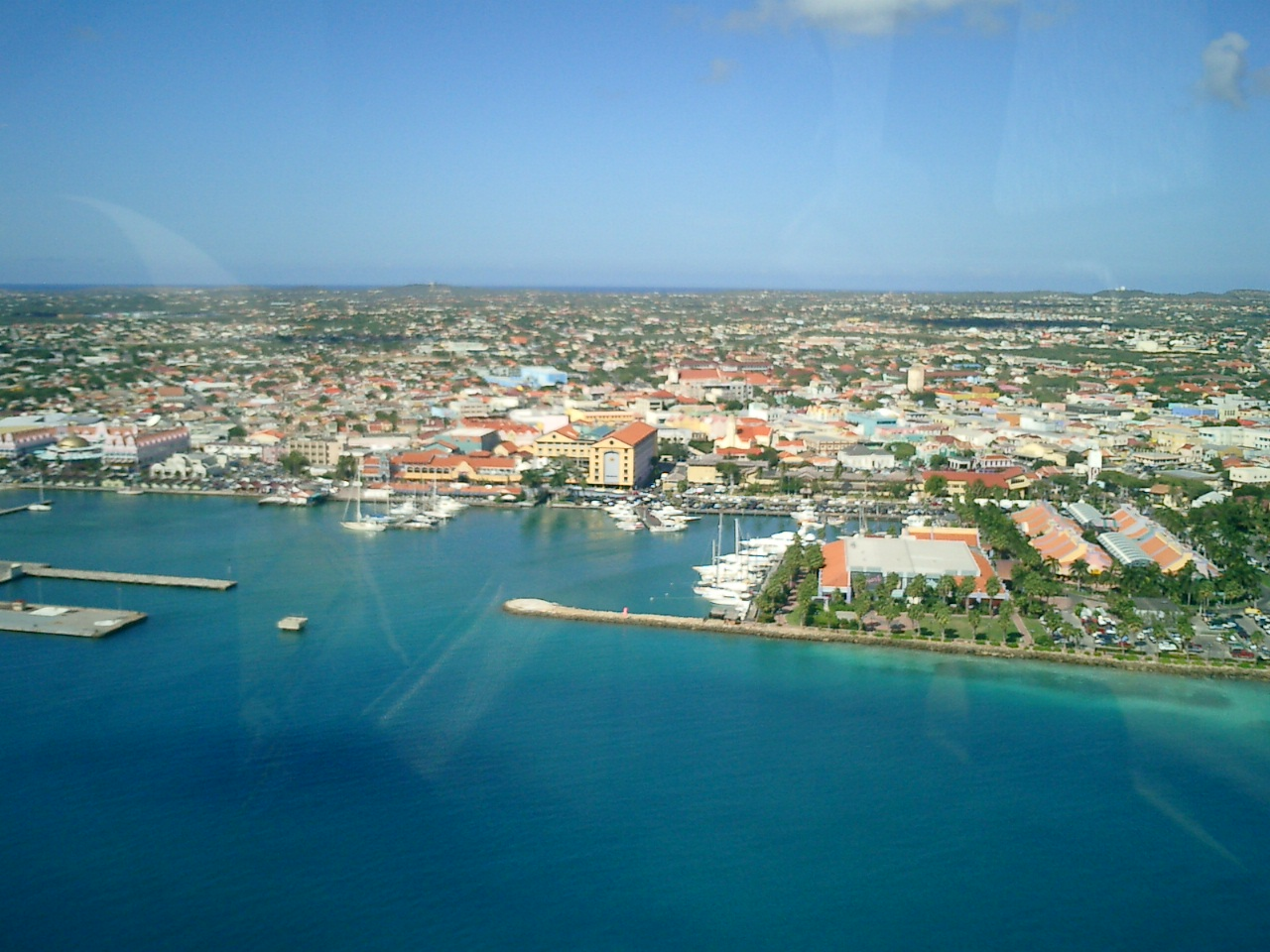
Paardenbaai en Oranjestad met rechts Renaissance Marketplace (2014)
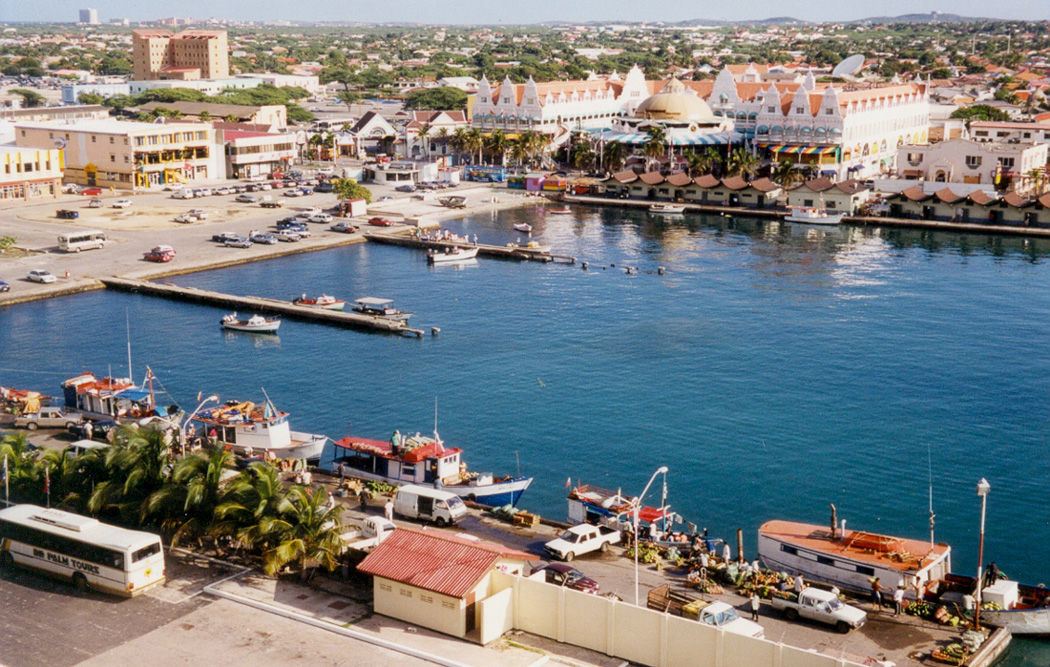
Kleine haven met barkjes gezien vanaf een cruiseschip (2000)
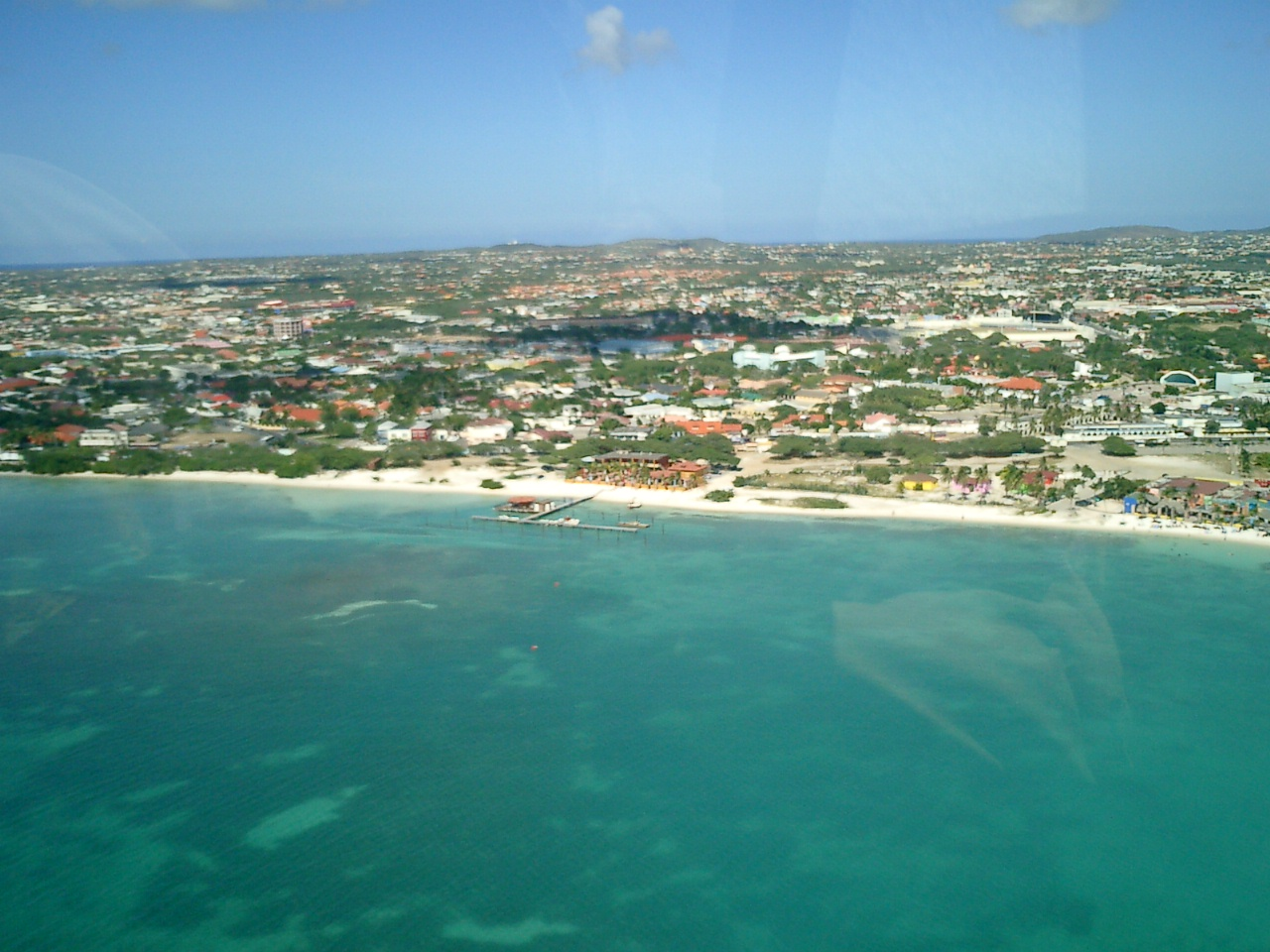
Aan de zuidelijke oever ligt Surfside Beach (2004)